# Коч, Джерен
Джере́н Коч (тур. Ceren Koç; род. 16 августа 1993, Стамбул) — турецкая актриса

 театра, кино и телевидения, и фотомодель.

## Биография и карьера
Джерен Коч родилась 16 августа 1993 года в Стамбуле (Турция). Она окончила факультет статистики Технического университета Йылдыз и театральное отделение факультета искусства и дизайна Университета Кадира Хаса.
Коч участвует в театральных постановках, среди которых «Буря», «Чукур», «Факама Лондон» и «Скорбящая Электра». В 2012 году она дебютировала на телевидении, сыграв в телесериале «Великолепный век». С 2021 по 2022 год играла роль Элиф Корфалы в телесериале «Любовь. Разум. Месть». Также снимается в рекламе и была рекламным лицом бренда напитков «Fuze Tea».

## Фильмография
| Год       |     | Русское название     | Оригинальное название | Роль                 |
| --------- | --- | -------------------- | --------------------- | -------------------- |
| 2012      | с   | Великолепный век     | Muhteşem Yüzyıl       |                      |
| 2013      | с   | Наша школа           | Bizim Okul            | Жулиет Йылдыз        |
| 2014—2016 | с   | Война роз            | Güllerin Savaşı       | Мине                 |
| 2017      | с   | Дай мне руку, любовь | Ver Elini Aşk         | Лалин Туглу          |
| 2018      | кор | Вдали от дома        | Evden Uzak            |                      |
| 2019      | с   | Единое сердце        | Tek Yürek             | Шенай                |
| 2020      | с   | Мистер Ошибка        | Bay Yanlis            | Эбру Атасой          |
| 2021—2022 | с   | Любовь. Разум. Месть | Aşk Mantık İntikam    | Элиф Корфалы / Эртен |